# Захарчук-Чугай Раїса Володимирівна
Раїса Володимирівна Захарчу́к-Чуга́й (нар. 8 червня 1936, Острів — пом. 6 січня 2019, Львів) — український мистецтвознавець; доктор мистецтвознавства з 1995 року, професор з 1996 року.

## Біографія
Народилася 8 червня 1936 року в селі Острові (нині Дубенський район Рівненської області, Україна). Після закінчення у 1961 році Львівського університету працювала науковим співробітником Львівського музею українського мистецтва, а з 1972 року — у Музеї етнографії та художнього промислу АН УРСР, де з 1979 року завідувала відділом народних художніх промислів.
З 1991 року — науковець Інституту народознавства НАНУ: з 2002 року — провідний науковий співробітник відділу народного мистецтва; одночасно з 1994 року викладала на кафедрі моделювання костюму Львівської академії мистецтв. Померла у Львові 6 січня 2019 року.

## Наукова діяльність
Досліджувала українське декоративне мистецтво, музейну справу. Брала участь в укладанні довідника «Народні художні промисли УРСР» (Київ, 1986) та навчальних посібників:
- «Декоративно-прикладне мистецтво» (Львів 1992);
- «Українське народне декоративне мистецтво» (Львів, 2012).

Уклала альбоми:
- «Родина Шкрібляків» (Київ, 1979);
- «Ганна Вінтоняк» (Київ, 1982);
- «Ольга Загородня-Трачук. Узори, повернуті в Україну» (Львів, 1996);
- «Шандро Мирослава. Гуцульські вишивки» (Клуж-Напока; Чернівці, 2005).

Брала участь в історико-культурологічних експедиціях у Чорнобильську зону відчудження. Протягом 1994—2008 років досліджувала традиційну культуру радіаційно забруднених зон Полісся. Серед праць:
- Народне декоративне мистецтво Яворівщини (Київ, 1979);
- Українська народна вишивка: західні області УРСР (Київ, 1988);
- До питання збереження і розвитку Опішненського гончарного мистецтва українською діаспорою в США // Українська керамологія: Національний науковий щорічник. Опішня, 2002;
- Музей Української Православної Церкви в Баунд-Бруку, США — важливий осередок духовної культури // Записки НТШ: Праці Комісії образотворчого та ужиткового мистецтва. Львів, 2004. Т. 248;
- Про аналогії в системі декорування народних тканин України та Польщі // Народознавчі зошити. Львів, 2004. Ч. 1–2 (55–56);
- Любов Волинець — дослідниця української традиційної культури (США) // Народознавчі зошити. Львів, 2004. Ч. 1–2 (55–56);
- Народне декоративне мистецтво Українського Полісся. Чорнобильщина (Львів, 2007);
- Гуцульська вишивка з колекції Національного музею народного мистецтва Гуцульщини та Покуття імені Йосафата Кобринського (Львів, 2010, у співавторстві).

Авторка статей до Енциклопедії сучасної України.